# Pristimantis lymani
Eleutherodactylus lymani là một loài động vật lưỡng cư trong họ Strabomantidae, thuộc bộ Anura. Loài này được Barbour & Noble mô tả khoa học đầu tiên năm 1920.